# Stadtbahnhaltestelle Marktstraße
Die Stadtbahnhaltestelle Marktstraße ist eine Station der Nord-Süd-Stadtbahn im Netz der Stadtbahn Köln. Die Station an der Oberfläche im Bereich südlich der Innenstadt wird als Endpunkt der ersten Baustufe eröffnet. Nach Fertigstellung der dritten Baustufe bleibt diese Haltestelle als Unterwegshalt bzw. Endpunkt von Verstärkerfahrten bestehen. Die ursprünglich für das Jahr 2011 geplante Inbetriebnahme der Nord-Süd-Stadtbahn mit dieser Station konnte wegen des durch die Stadtbahnbauarbeiten hervorgerufenen Einsturzes des Kölner Stadtarchives im März 2009 nicht erreicht werden. Derzeit wird mit der Vollinbetriebnahme erst ab 2028 gerechnet.

## Aufbau und Architektur

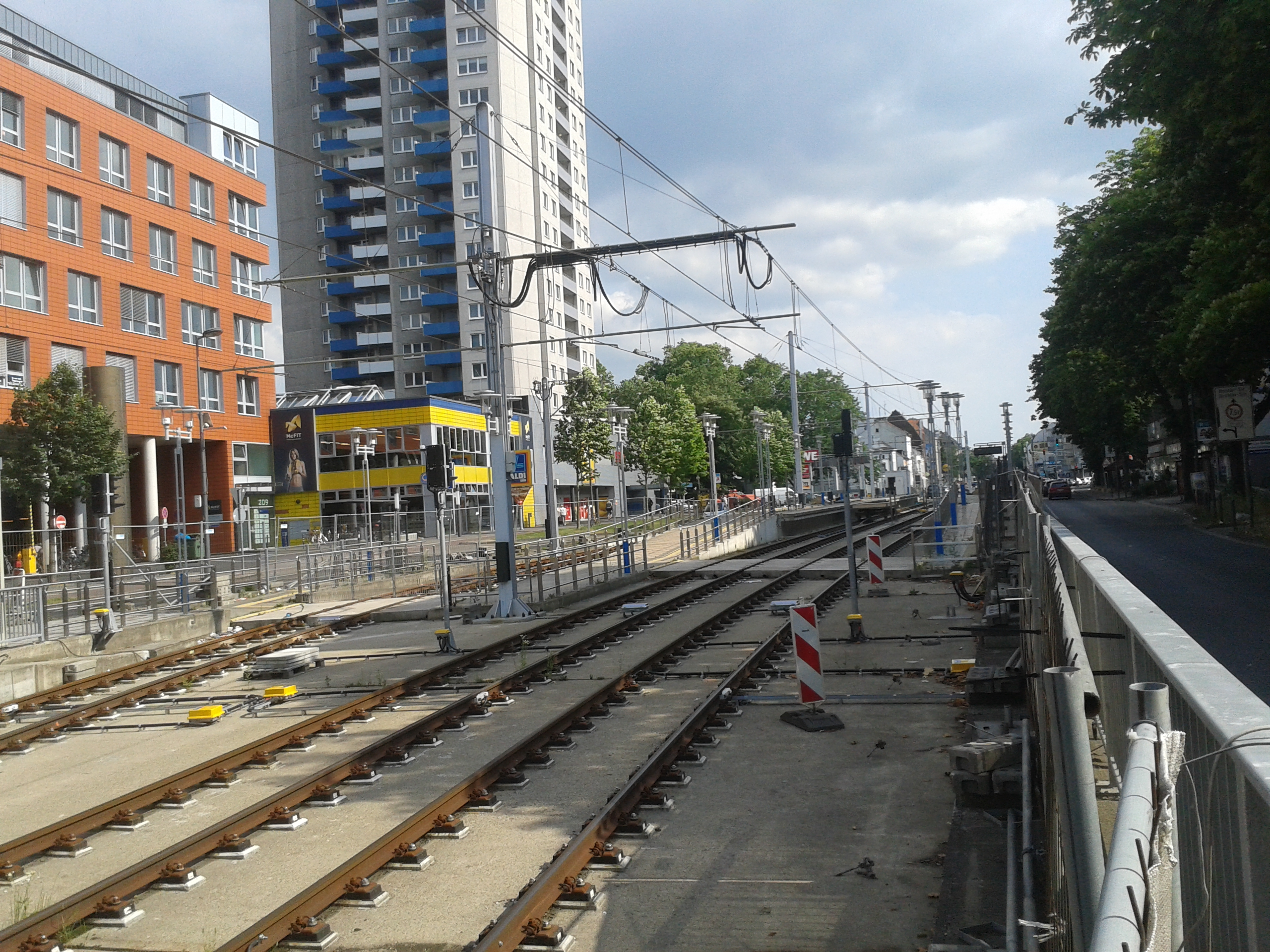
Die Bahnsteige aus nördlicher Richtung gesehen

Die Station Marktstraße besteht im Endausbau aus drei Gleisen, wovon eines stumpf endet. Das Stumpfgleis und das Richtungsgleis nach Norden teilen sich einen Mittelbahnsteig, während das Richtungsgleis nach Süden einen eigenen Seitenbahnsteig besitzt. Die Bahnsteige wurden bereits Ende der 2000er Jahre in der für die Nord-Süd-Linien üblichen Hochflur-Ausführung gebaut. Die vom Architekturbüro Scharf + Kirsten geplante Station ist die erste Haltestelle an der Oberfläche stadtauswärts und befindet sich bereits hinter dem Abzweig der Linien 16 und 17 nach Bonn, sodass diese nicht an der Station halten werden. Die Station ist – wie alle der Nord-Süd-Stadtbahn – barrierefrei ausgebaut, per Rampe erreichbar und mit Blindenleitsystem ausgestattet.

## Bauhistorie
Um den Anschluss der an der Oberfläche befindlichen Haltestelle Marktstraße an die weiter nördlich gelegene Tunnelhaltestelle Bonner Wall zu gewährleisten, wurde im September 2005 begonnen eine 160 Meter lange Rampe zu bauen. Dazu wurden zunächst Schlitzwände für ein Trogbauwerk gesetzt. Nach der Fertigstellung der Schlitzwände wurde das Erdreich für den Bau der Rampe ausgehoben.
Im März 2006 erfolgte im Rampenbereich der Aufbau der Versorgungseinrichtungen für die Tunnelbohrmaschinen. Im Januar 2007 wurde begonnen, die Wände abschnittsweise mit Stahl zu bewehren, zu verschalen und anschließend zu betonieren. Den Abschluss der Arbeiten an den Wänden der Rampe bildete 2008 die Verkleidung mit Lärmschutzelementen. Die Montage der Bahnsteige aus Betonfertigteilen und die Pflasterarbeiten im Haltestellenbereich wurden Mitte 2008 abgeschlossen.

## Anbindung
Derzeit halten an der Bushaltestelle die Buslinie 132 und 133 der Kölner Verkehrsbetriebe, die Vorläuferlinien der Nord-Süd-Stadtbahn, die nach Eröffnung der Station als Endpunkt auch weiterhin bis zum Chlodwigplatz fahren werden.
Zwar bedient seit dem 13. Dezember 2015 die Linie 17 alle anderen bereits fertiggestellten Haltestellen der Nord-Süd-Stadtbahn bis zur Severinstraße, da diese Linie jedoch nach Rodenkirchen führt, wird die Marktstraße von dieser Linie nicht angefahren.
Sollte die dritte Baustufe erst nach dem Abschnitt Heumarkt–Severinstraße eröffnet werden, wird die Linie 5 aus dem Nordwesten Kölns an der Marktstraße enden:
- 5 Am Butzweilerhof – Friesenplatz – Dom/Hauptbahnhof – Heumarkt – Severinstraße – Chlodwigplatz – Bonner Wall – Marktstraße

Der Bau der dritte Baustufe begann im Januar 2022.
Nach der Eröffnung der dritten Baustufe soll die Linie 5 verlängert werden:
- 5 Am Butzweilerhof – Friesenplatz – Dom/Hauptbahnhof – Heumarkt – Severinstraße – Chlodwigplatz – Bonner Wall – Marktstraße – Caesarstr. – Bonner Str./Gürtel – Ahrweiler Str. – Arnoldshöhe -Rondorf - Meschenich

Des Weiteren sind Ergänzungsfahrten vom Nordast der Linie 16 nach Marktstraße, Arnoldshöhe oder Rodenkirchen geplant, genaue Verläufe oder Liniennummern wurden jedoch noch nicht bekanntgegeben.
Eine Weiterführung der über die Nord-Süd-Stadtbahn verkehrenden Linie 5 bis Meschenich ist von Seiten der KVB geplant, jedoch liegen bis dato noch keine Angaben zur zeitlichen Umsetzung vor.
| 5 | Sparkasse Am Butzweilerhof – IKEA Am Butzweilerhof – Alter Flughafen Butzweilerhof – Rektor-Klein-Straße – Margaretastraße – Iltisstraße – Lenauplatz – Nußbaumerstraße – Subbelrather Straße/Gürtel – Liebigstraße – Gutenbergstraße – U Hans-Böckler-Platz/Bahnhof West – U Friesenplatz – U Appellhofplatz/Zeughaus – U Dom/Hbf – U Rathaus – U Heumarkt | 10 min |